# 多里安·德爾維特
多里安·德爾維特（法語：Dorian Dervite，1988年7月25日—）是一位法國足球運動員，場上司職後衛。目前效力於比甲球隊查內爾。

## 生平

### 球會
其球員生涯始於法國球隊里爾。2006年7月，
熱刺
2006年6月8日，英超球隊熱刺從法甲球隊里爾簽入於下一個月才滿18歲的達維迪。他到英格蘭先加入熱刺青訓系統。在2006年11月8日的一場聯賽杯第四輪熱刺對的比賽中，他首次代表熱刺參加比賽，這場比賽熱刺以3-1獲勝。
修安聯 (借用)
2009年1月29日，英甲球會紹森德從熱刺借用達維迪直至球季結朿。在此期間他表現出色，於球隊年度最佳球員選舉中取得第二位。
維拉利爾
2010年8月18日，達維迪加盟西甲球會比利亞雷阿爾。但轉會後未能於主隊爭取正選位置只能在處於西乙維拉利爾B隊作賽。
查尔顿
2012年8月17日，查尔顿簽入從西乙回留返英格蘭之達維迪，合約為期一年。
2013年5月17日，達維迪同意查尔顿提出條件續約一年至2014年夏季。

### 國家隊
德爾維特也是法國青年隊的隊員之一。

## 外部連結
- 足球数据库：多里安·德爾維特的球员统计数据
- 修安聯官網簡歷 （页面存档备份，存于）